# Jim Sinclair
Jim Sinclair é autista ativista, notável por ter criado a Autism Network International (ANI) em 1992, ao lado de colegas autistas Kathy Lissner Grant e Donna Williams.
Criado como uma mulher, Sinclair não falou até os 12 anos de idade, e mais tarde afirmou que seu corpo é intersexual. Na década de 1990, se tornou notável pelo texto “Don’t Mourn for Us” (Não chore por nós), um manifesto contra a cura no autismo que chegou a ser considerado um marco fundador do ativismo feito por autistas. Ao longo dos anos, desenvolveu palestras e conferências e é considerado a primeira figura articuladora do movimento de direitos dos autistas.